# Il falso traditore
Il falso traditore (The Counterfeit Traitor) è un film del 1962 diretto da George Seaton e tratto dall'omonimo libro (basato su una storia vera) di Alexander Klein.

## Trama
Eric Erickson, un commerciante statunitense naturalizzato svedese, procura petrolio alla Germania nazista ma intanto collabora con i servizi segreti britannici. Si innamora, ricambiato, della tedesca Marianne che collabora a sua volta con gli inglesi, e che, come lui, ha un matrimonio fallito alle spalle. Ma la vicenda ha uno svolgimento drammatico.